# Zvonik (Farkaševac)
Zvonik is een plaats in de gemeente Farkaševac in de Kroatische provincie Zagreb. De plaats telt 93 inwoners (2001).